# Giuseppe Platia
Giuseppe Platia (1952) is een Italiaanse entomoloog.
Platia werd geboren in 1952. In de entomologie is hij werkzaam op het gebied van de kevers (coleoptera) en in het bijzonder de kniptorren (Elateridae). Hij beschreef veel nieuwe soorten van deze kevers en publiceerde wetenschappelijke artikelen over deze grote groep kevers. Bij veel van de door hem benoemde taxa is de Duitse entomoloog Rainer Schimmel medeauteur, met hem werkte hij ook aan Revisione delle specie orientali (Giappone e Taiwan esclusi) del genere Melanotus Eschscholtz, 1829 (Coleoptera, Elateridae, Melanotinae).

## Enkele publicaties
- Met Rainer Schimmel: Revisione delle specie orientali (Giappone e Taiwan esclusi) del genere Melanotus Eschscholtz, 1829 (Coleoptera, Elateridae, Melanotinae)
- Fauna d'Italia deel 33, Coleoptera. Elateridae
- New species, new records and notes on click-beetles from Greece (Coleoptera, Elateridae)
- Contribution to the knowledge of the click-beetles of Portugal (Coleoptera, Elateridae)
- Contribution to the knowledge of the click-beetles from the Socotra Island (Yemen) (Coleoptera, Elateridae)

- International Standard Name Identifier: 0000 0000 3082 356X
- Library of Congress Control Number: n95064245
- Nationale Bibliotheek van Israël: 987007570388605171
- Nederlandse Thesaurus van Auteursnamen: 145482510
- Système universitaire de documentation: 050176587
- Virtual International Authority File: 29685861
- WorldCat: E39PBJm9fvDvymFtcJQKDFWv73